# Taux d'indisponibilité
Le taux d'indisponibilité d’une machine, d’un appareil ou d’un service est le pourcentage de temps pendant lequel il a été hors-service ou inactif sur une période donnée,
.

## Tableau de taux d'indisponibilité
Ce tableau donne l'équivalence en temps d'indisponibilité d'un taux de disponibilité annuel.
| taux     | par an    | par mois  | Exemple   |
| -------- | --------- | --------- | --------- |
| 90%      | 36,5 j/an | 3 j/m     |           |
| 99%      | 3,6 j/an  | 7,3 h/m   |           |
| 99,9%    | 8,8 h/an  | 44 min/m  | Bon ISP   |
| 99.99%   | 53 min/an | 4,4 min/m |           |
| 99,999%  | 5 min/an  | 25 s/m    | Téléphone |
| 99,9999% | 32 s/an   | 3s/m      |           |